# Generació d'energia elèctrica

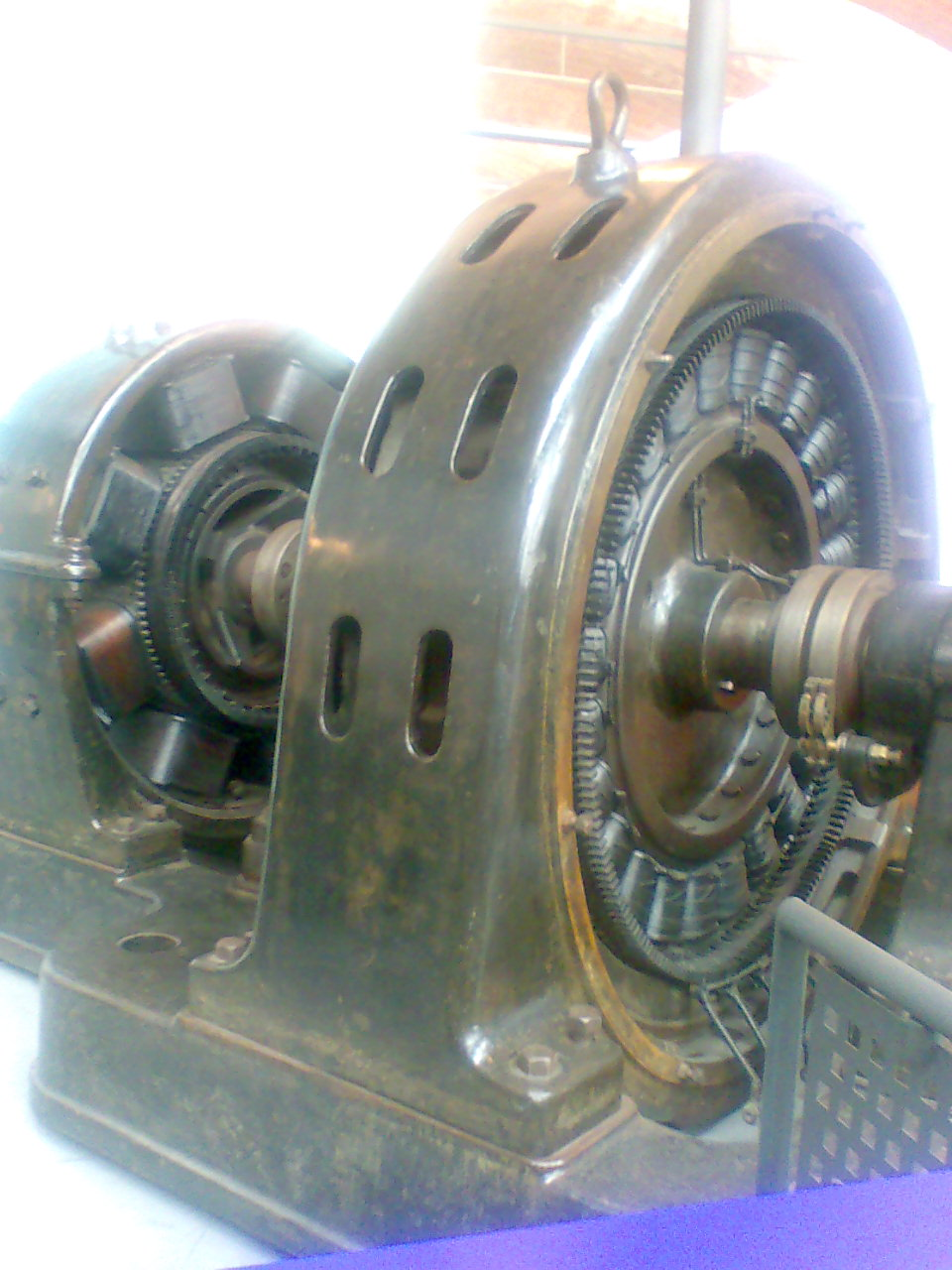
Alternador de fàbrica tèxtil.

En general, la generació d'energia elèctrica consisteix en la conversió d'algun tipus d'Energia primària (química, cinètica, tèrmica o lumínica, entre d'altres), en energia elèctrica. Per a la generació industrial es recorre a instal·lacions denominades centrals elèctriques, que executen alguna de les transformacions citades.
Aquestes constitueixen el primer graó del sistema de subministrament elèctric.
La generació elèctrica es realitza, bàsicament, mitjançant un generador; si bé aquests no difereixen entre si quant al seu principi de funcionament, varien en funció de la manera en què s'accionen. Explicat d'una altra manera, difereix en quina font d'energia primària utilitza per convertir l'energia continguda en ella, en energia elèctrica.
Des que es va descobrir el corrent altern i la forma de produir-lo en els alternadors, s'ha dut a terme una immensa activitat tecnològica per portar l'energia elèctrica a tots els llocs habitats del món, per la qual cosa, al costat de la construcció de grans i variades centrals elèctriques, s'han construït sofisticades xarxes de transport i sistemes de distribució. No obstant això, l'aprofitament ha estat i segueix sent molt desigual en tot el planeta. Així, els països industrialitzats o del primer món són grans consumidors d'energia elèctrica, mentre que els països en vies de desenvolupament amb prou feines gaudeixen dels seus avantatges.

Planta nuclear en Cattenom, França.

La demanda d'energia elèctrica d'una ciutat, regió o país té una variació al llarg del dia. Aquesta variació és funció de molts factors, entre els quals destaquen: tipus d'indústries existents a la zona i torns que realitzen en la seva producció, climatologia extremes de fred o calor, tipus d'electrodomèstics que s'utilitzen més freqüentment, tipus d'escalfador d'aigua que hagi instal·lat en les llars, l'estació de l'any i l'hora del dia en què es considera la demanda. La generació d'energia elèctrica ha de seguir la corba de demanda i, a mesura que augmenta la potència demandada, s'ha d'incrementar la potència subministrada. Això comporta l'haver d'iniciar la generació amb unitats addicionals, situades en la mateixa central o en centrals reservades per a aquests períodes. En general els sistemes de generació es diferencien pel període del cicle en el qual està planificat que siguin utilitzats; es consideren de base la nuclear i l'eòlica, de vall la termoelèctrica de combustibles fòssils, i de bec la hidroelèctrica principalment (els combustibles fòssils i la hidroelèctrica també poden usar-se com a base si és necessari).

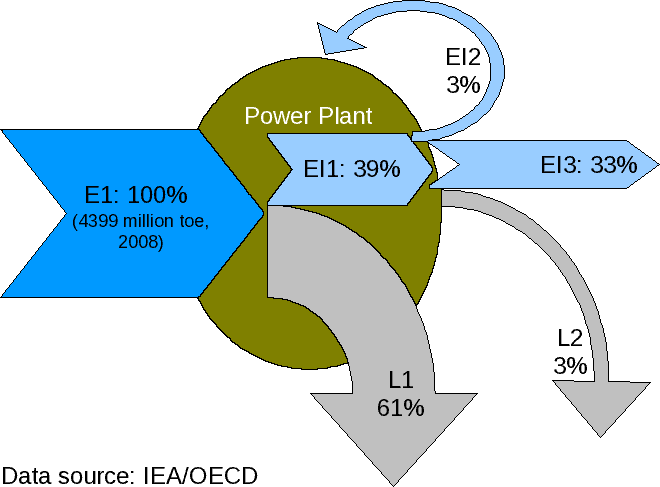
Corrent d'Energia.

Depenent de la font primària d'energia utilitzada, les centrals generadores es classifiquen en químiques quan s'utilitzen plantes de radioactivitat, que generen energia elèctrica amb el contacte d'aquesta, termoelèctriques (de carbó, petroli, gas, nuclears i solars termoelèctriques), hidroelèctriques (aprofitant els corrents dels rius o del mar: mareomotrius), eòliques i solars fotovoltaiques. La major part de l'energia elèctrica generada a nivell mundial prové dels dos primers tipus de centrals ressenyats. Totes aquestes centrals, excepte les fotovoltaiques, tenen en comú l'element generador, constituït per un alternador de corrent, mogut mitjançant una turbina que serà diferent depenent del tipus d'energia primària utilitzada.
D'altra banda, un 64% dels directius de les principals empreses elèctriques consideren que en l'horitzó de 2018 existiran tecnologies netes, WN, accessibles i renovables de generació local, la qual cosa obligarà a les grans corporacions del sector a un canvi de mentalitat.

## Centrals termoelèctriques

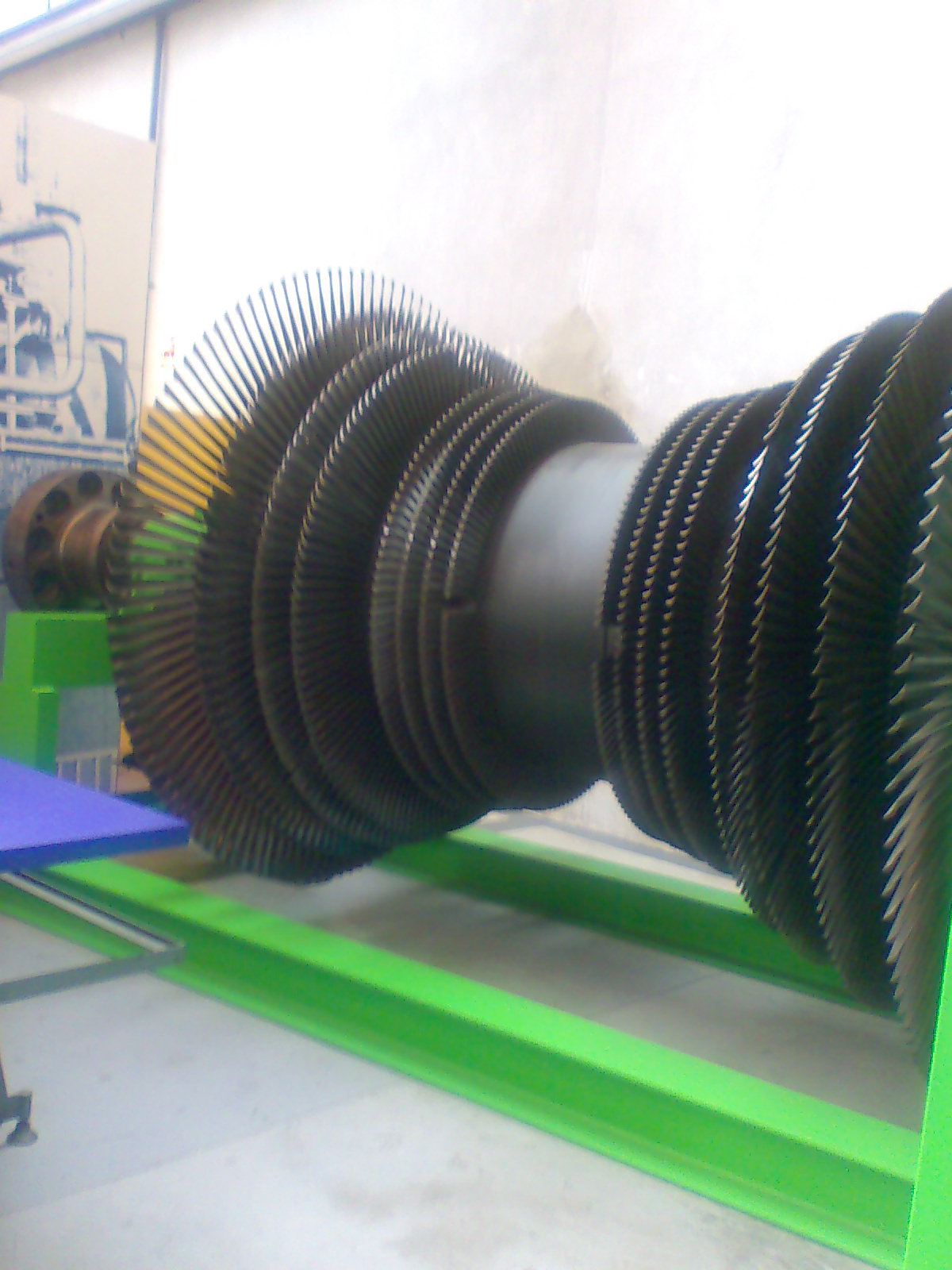
Rotor d'una turbina d'una central termoelèctrica.

Una central termoelèctrica és un lloc emprat per a la generació d'energia elèctrica a partir de calor. Aquesta calor pot obtenir-se tant de la combustió, de la fissió nuclear de l'urani o un altre combustible nuclear, del sol o de l'interior de la Terra. Les centrals que en el futur utilitzin la fusió també seran centrals termoelèctriques. Els combustibles més comuns són els combustibles fòssils (petroli, gas natural o carbó), els seus derivats (gasolina, gasoil), biocarburants, residus sòlids urbans, metà generat en algunes estacionis depuradores d'aigües residuals,
Les centrals termoelèctriques consisteixen en una caldera en la qual es crema el combustible per generar calor que es transfereix a uns tubs per on circula aigua, la qual s'evapora. El vapor obtingut, a alta pressió i temperatura, s'expandeix a continuació en una turbina de vapor, el moviment del qual impulsa un alternador que genera l'electricitat. Després el vapor és refredat en un condensador on circula per tubs aigua freda d'un cabal obert d'un riu o per torre de refrigeració.
En les centrals termoelèctriques denominades de cicle combinat s'usen els gasos de la combustió del gas natural per moure una turbina de gas. En una cambra de combustió es crema el gas natural i s'injecta aire per accelerar la velocitat dels gasos i moure la turbina de gas. Com, després de passar per la turbina, aquests gasos encara es troben a alta temperatura (500 °C), es reutilitzen per generar vapor que mou una turbina de vapor. Cadascuna d'aquestes turbines impulsa un alternador, com en una central termoelèctrica comuna. El vapor després és refredat per mitjà d'un cabal d'aigua obert o torre de refrigeració com en una central tèrmica comuna. A més, es pot obtenir la cogeneració en aquest tipus de plantes, en alternar entre la generació per mitjà de gas natural o carbó. Aquest tipus de plantes està en capacitat de produir energia més enllà de la limitació d'un de les dues entrades i poden fer un pas a la utilització de fonts d'energia per entrades diferents.
Les centrals tèrmiques que usen combustió alliberen a l'atmosfera diòxid de carboni (CO₂), considerat el principal gas responsable de l'escalfament global. També, depenent del combustible utilitzat, poden emetre altres contaminants com òxids de sofre, òxids de nitrogen, partícules sòlides (pols) i quantitats variables de residus sòlids. Les centrals nuclears generen residus radioactius de diversa índole que requereixen una disposició final de màxima seguretat i poden contaminar en situacions accidentals (vegeu accident de Txernòbil).

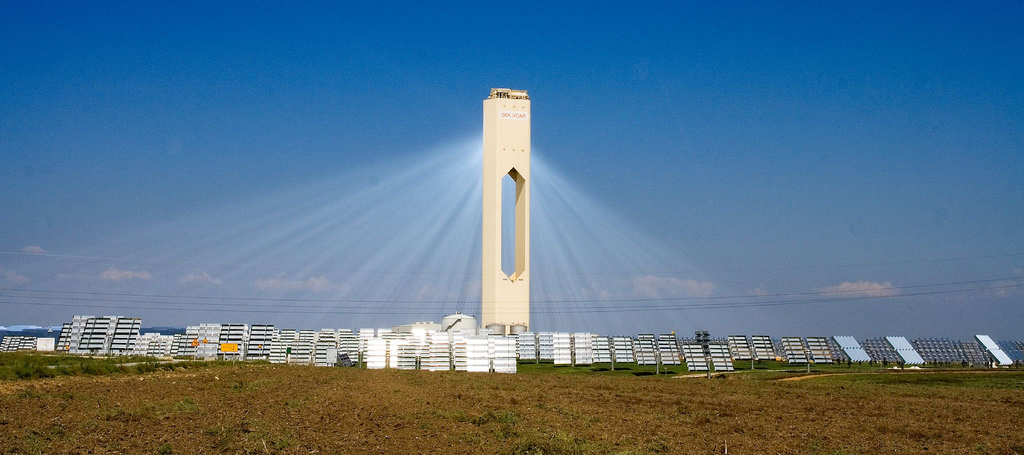
Central termosolar d'11MW funcionant a Sevilla, Andalusia.

### Centrals tèrmiques solars
Una central tèrmica solar o central termosolar és una instal·lació industrial en la qual, a partir de l'escalfament d'un fluid mitjançant radiació solar i el seu ús en un cicle termodinàmic convencional, es produeix la potència necessària per moure un alternador per a la generació d'energia elèctrica com en una central tèrmica clàssica. En elles és necessari concentrar la radiació solar perquè es puguin aconseguir temperatures elevades, de 300 °C fins a 1000 °C, i obtenir així un rendiment acceptable en el cicle termodinàmic, que no es podria obtenir amb temperatures més baixes. La captació i concentració dels rajos solars es fan per mitjà de miralls amb orientació automàtica que apunten a una torre central on s'escalfa el fluid, o amb mecanismes més petits de geometria parabòlica. El conjunt de la superfície reflectora i el seu dispositiu d'orientació es denomina heliòstat. El seu principal problema mediambiental és la necessitat de grans extensions de territori que deixen de ser útils per a altres usos (agrícoles, forestals, etc.).

### Centrals geotèrmiques
L'energia geotèrmica és aquella energia que pot obtenir-se mitjançant l'aprofitament de la calor de l'interior de la Terra. El terme "geotèrmic" ve del grec geo (Terra), i thermos (calor). Aquesta calor interna escalfa fins a les capes d'aigua més profundes: en ascendir, l'aigua calenta o el vapor produeixen manifestacions, com els guèisers o les fonts termals, utilitzades per a calefacció des de l'època dels romans. Avui dia, els progressos en els mètodes de perforació i bombament permeten explotar l'energia geotèrmica en nombrosos llocs del món. Per aprofitar aquesta energia en centrals de gran escala necessari que es donin temperatures molt elevades a poca profunditat.

### Centrals nuclears
Una central o planta nuclear o atòmica és una instal·lació industrial empleada per a la generació d'energia elèctrica a partir d'energia nuclear. Es caracteritza per l'ocupació de combustible nuclear fissionable que mitjançant reaccions nuclears proporciona calor que al seu torn és emprat, a través d'un cicle termodinàmic convencional, per produir el moviment de alternadorés que transformen el treball mecànic en energia elèctrica. Aquestes centrals consten d'un o més reactors.

## Centrals hidroelèctriques

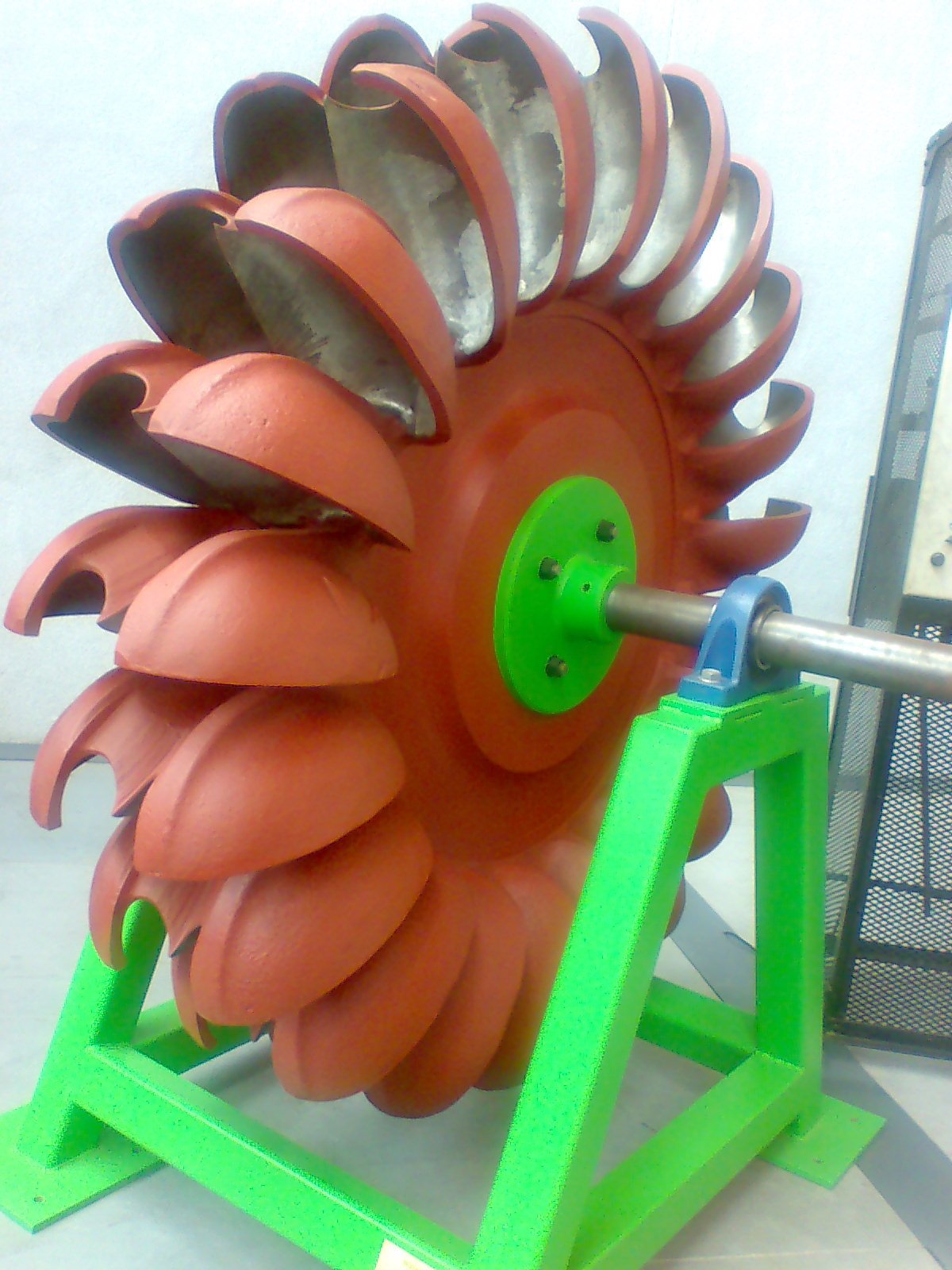
Rotor d'una turbina d'una central hidroelèctrica.

Una central hidroelèctrica és aquella que s'utilitza per a la generació d'energia elèctrica mitjançant l'aprofitament de l'energia potencial de l'aigua embassada en una presa situada a més alt nivell que la central. L'aigua es porta per una canonada de descàrrega a la sala de màquines de la central, on mitjançant enormes turbines hidràuliques es produeix l'electricitat en alternadors. Les dues característiques principals d'una central hidroelèctrica, des del punt de vista de la seva capacitat de generació d'electricitat són:
- La potència, que és funció del desnivell existent entre el nivell mitjà de l'embassament i el nivell mitjà de les aigües sota la central, i del cabal màxim turbinable, a més de les característiques de la turbina i del generador.
- L'energia garantida en un lapse determinat, generalment un any, que està en funció del volum útil de l'embassament, de la pluviometria anual i de la potència instal·lada.

La potència d'una central hidroelèctrica pot variar des d'uns pocs MW, fins a diversos GW. Fins a 10 MW es consideren minicentral hidroelèctrica. A la Xina es troba la major central hidroelèctrica del món (la Presa de les Tres Goles), amb una potència instal·lada de 22.500 MW. La segona és la Represa d'Itaipú (que pertany a Brasil i Paraguai), amb una potència instal·lada de 14.000 MW en 20 turbines de 700 MW cadascuna.
Aquesta forma d'energia posseeix problemes mediambientals en necessitar la construcció de grans embassaments en els quals acumular l'aigua, que és sostreta d'altres usos, fins i tot urbans en algunes ocasions.
Actualment es troba en desenvolupament l'explotació comercial de la conversió en electricitat del potencial energètic que té l'onatge del mar, en les anomenades centrals mareomotrius. Aquestes utilitzen el flux i reflux de les marees. En general poden ser útils en zones costaneres on l'amplitud de la marea sigui àmplia, i les condicions morfològiques de la costa permetin la construcció d'una presa que talli l'entrada i sortida de la marea en una badia. Es genera energia tant al moment de l'ompliment com al moment del buidatge de la badia.

### Centrals mareomotrius
Les centrals mareomotrius utilitzen el flux i reflux de les marees. En general, poden ser útils en zones costaneres on l'amplitud de la marea sigui àmplia i les condicions morfològiques de la costa permetin la construcció d'una presa que talli l'entrada i sortida de la marea en una badia. Es genera energia tant al moment de l'ompliment com al moment del buidatge de la badia.
Actualment es troba en desenvolupament l'explotació comercial de la conversió en electricitat del potencial energètic que té l'onatge del mar, en les anomenades centrals de les ones o centrals undimotrius.

## Centrals eòliques

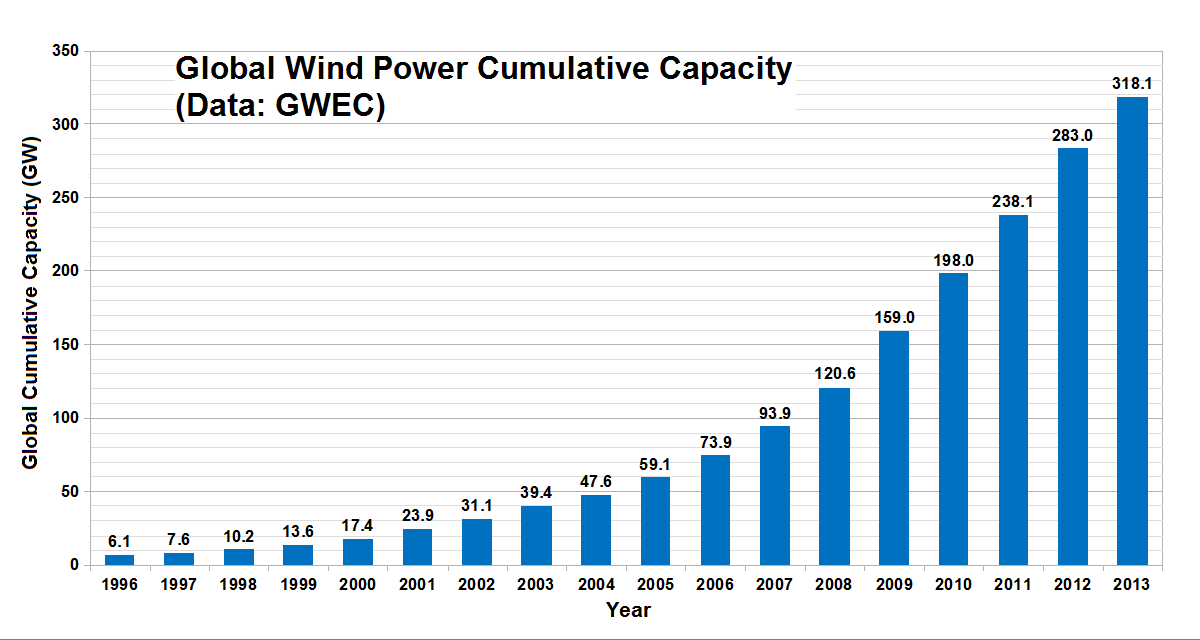
Capacitat eòlica mundial total instal·lada 1996-2012 (GW). Font: GWEC.

L'energia eòlica s'obté mitjançant el moviment de l'aire, és a dir, de l'energia cinètica generada per efecte dels corrents d'aire o de les vibracions que l'aquest vent produeix. Els molins de vent s'han usat des de fa molts segles per moldre el gra, bombar aigua o altres tasques que requereixen una energia. En l'actualitat s'usen aerogeneradors per generar electricitat, especialment en àrees exposades a vents freqüents, com a zones costaneres, altures muntanyenques o illes. L'energia del vent està relacionada amb el moviment de les masses d'aire que es desplacen d'àrees d'alta pressió atmosfèrica cap a àrees adjacents de baixa pressió, amb velocitats proporcionals al gradient de pressió.
L'impacte mediambiental d'aquest sistema d'obtenció d'energia és relativament baix, podent-se nomenar l'impacte estètic, perquè deformen el paisatge, la mort d'aus per xoc amb les aspes dels molins o la necessitat d'extensions grans de territori que se sostreuen d'altres usos. A més, aquest tipus d'energia, igual que la solar o la hidroelèctrica, estan fortament condicionades per les condicions climatològiques, sent aleatòria la disponibilitat d'aquestes.

## Centrals fotovoltaiques

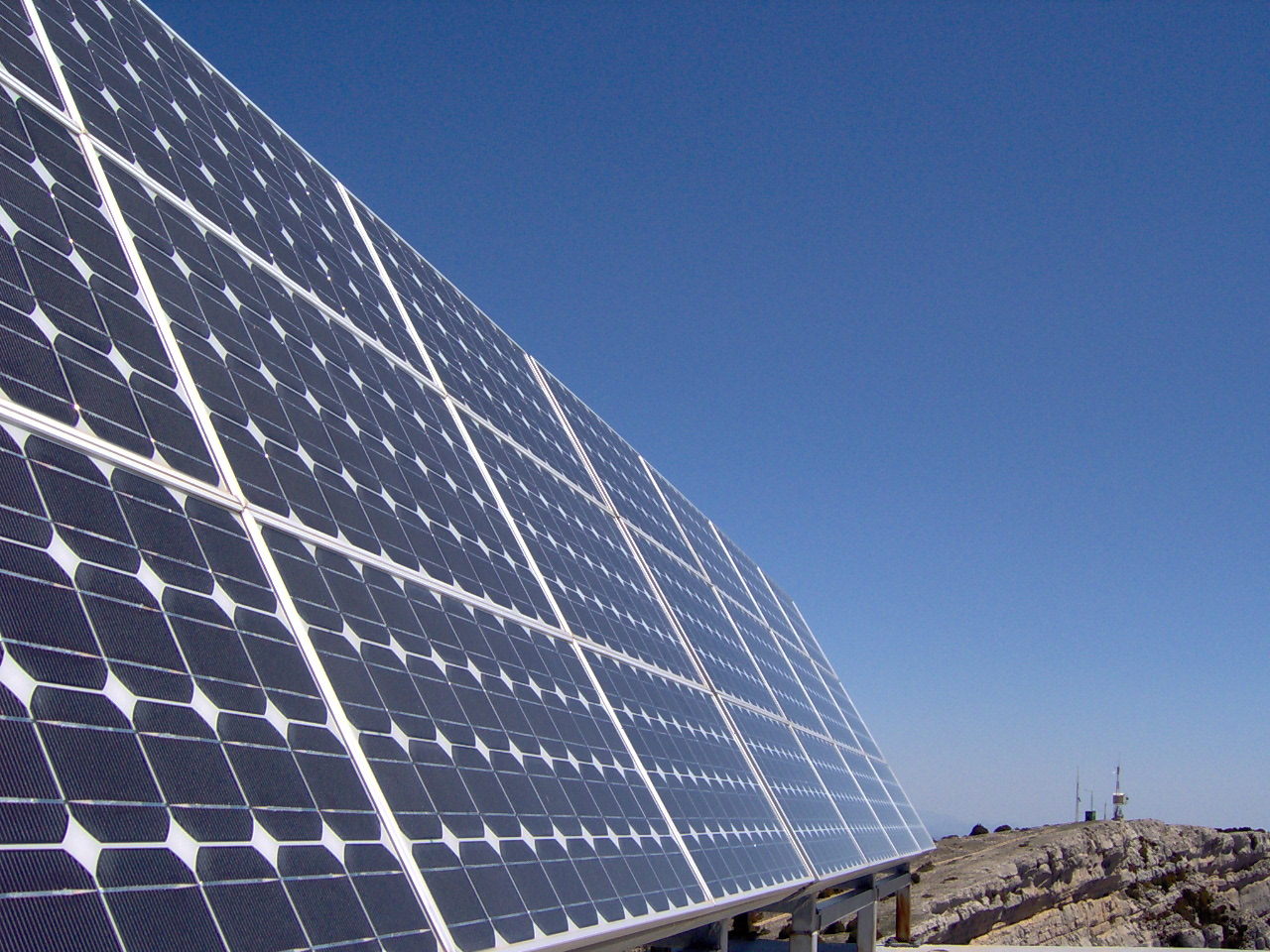
Panell solar.

Es denomina energia solar fotovoltaica a l'obtenció d'energia elèctrica a través de panells fotovoltaics. Els panells, mòduls o col·lectors fotovoltaics estan formats per dispositius semiconductors tipus díode que, en rebre radiació solar, s'exciten i provoquen salts electrònics, generant una petita diferència de potencial en els seus extrems. L'acoblament en sèrie de diversos d'aquests fotodíodes permet l'obtenció de voltatges majors en configuracions molt senzilles i aptes per alimentar petits dispositius electrònics. A major escala, el corrent elèctric continu que proporcionen els panells fotovoltaics es pot transformar en corrent altern i injectar a la xarxa elèctrica.
La implantació de l'energia solar fotovoltaica ha avançat considerablement en els últims anys.
 La producció de cèl·lules fotovoltaiques ha experimentat un creixement exponencial, duplicant-se cada dos anys. Alemanya és, al costat del Japó, Xina i Estats Units, un dels països on la fotovoltaica està experimentant un creixement més vertiginós. A la fi de 2013, s'havien instal·lat a tot el món prop de 140 GW de potència fotovoltaica, convertint a la fotovoltaica en la tercera font d'energia renovable més important en termes de capacitat instal·lada a nivell global, després de les energies hidroelèctrica i eòlica. En algunes regions, el cost real de la producció fotovoltaica ja és equivalent al preu de l'electricitat procedent de fonts d'energia convencionals, la qual cosa es coneix com a paritat de xarxa.
Els principals problemes d'aquest tipus d'energia són la necessitat d'extensions grans de territori que se sostreuen d'altres usos i la seva dependència amb les condicions climatològiques. Aquest últim problema fa que siguin necessaris sistemes d'emmagatzematge d'energia perquè la potència generada en un moment determinat, pugui usar-se quan se sol·liciti el seu consum. S'estan estudiant sistemes com l'emmagatzematge cinètic, bombament d'aigua a preses elevades i emmagatzematge químic, entre d'altres.

## Generació a petita escala

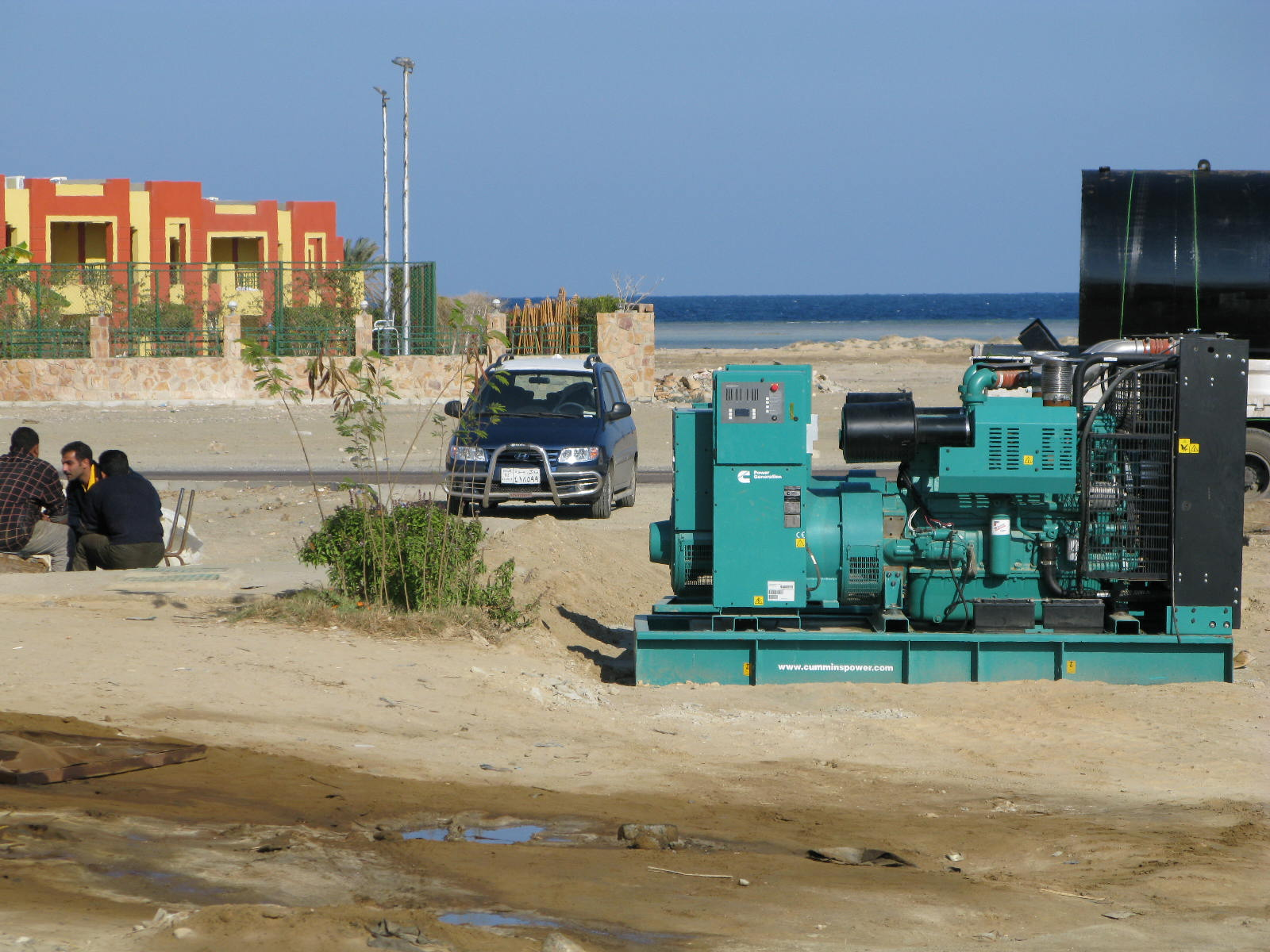
Grup electrogen de 500 kVA instal·lat en un complex turístic a Egipte.

### Grup electrogen
Un grup electrogen és una màquina que mou un generador d'energia elèctrica a través d'un motor de combustió interna. És comunament utilitzat quan hi ha dèficit en la generació d'energia d'algun lloc, o quan hi ha tall en el subministrament elèctric i és necessari mantenir l'activitat. Una de les seves utilitats més comunes és en aquells llocs on no hi ha subministrament a través de la xarxa elèctrica, generalment són zones agrícoles amb poques infraestructures o habitatges aïllats. Un altre cas és en locals de pública concurrència, hospitals, fàbriques, etc., que, mancant energia elèctrica de xarxa, necessitin una altra font d'energia alterna per proveir-se en cas d'emergència. Un grup electrogen consta de les següents parts:
- Motor de combustió interna. El motor que acciona el grup electrogen sol estar dissenyat específicament per executar aquesta labor. La seva potència depèn de les característiques del generador. Poden ser motors de gasolina o dièsel.
- Sistema de refrigeració. El sistema de refrigeració del motor és problemàtic, per tractar-se d'un motor estàtic, i pot ser refrigerat per mitjà d'aigua, oli o aire.
- Alternador. L'energia elèctrica de sortida es produeix per mitjà d'un alternador apantallat, protegit contra esquitxades, autoexcitat, autorregulat i sense escombretes, acoblat amb precisió al motor. La grandària de l'alternador i les seves prestacions són molt variables en funció de la quantitat d'energia que han de generar.
- Dipòsit de combustible i bancada. El motor i l'alternador estan acoblats i muntats sobre una bancada d'acer. La bancada inclou un dipòsit de combustible amb una capacitat mínima de funcionament a plena càrrega segons les especificacions tècniques que tingui el grup en la seva autonomia.
- Sistema de control. Es pot instal·lar un dels diferents tipus de panells i sistemes de control que existeixen per controlar el funcionament, sortida del grup i la protecció contra possibles fallades en el funcionament.
- Interruptor automàtic de sortida. Per protegir a l'alternador, porten instal·lat un interruptor automàtic de sortida adequat per al model i règim de sortida del grup electrogen. Existeixen altres dispositius que ajuden a controlar i mantenir, de forma automàtica, el correcte funcionament d'aquest.
- Regulació del motor. El regulador del motor és un dispositiu mecànic dissenyat per mantenir una velocitat constant del motor en relació amb els requisits de càrrega. La velocitat del motor està directament relacionada amb la freqüència de sortida de l'alternador, per la qual cosa qualsevol variació de la velocitat del motor afectarà a la freqüència de la potència de sortida.[8]

### Pila voltaica

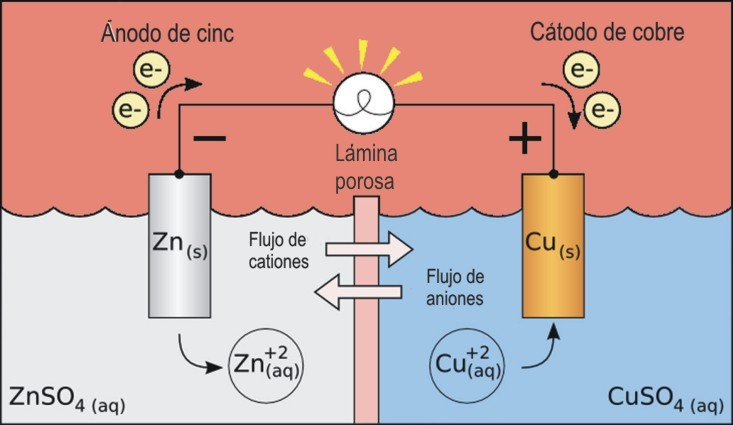
Esquema funcional d'una pila elèctrica.

Es denomina ordinàriament pila elèctrica a un dispositiu que genera energia elèctrica per un procés químic transitori, després de la qual cosa cessa la seva activitat i han de renovar-se els seus elements constituents, ja que les seves característiques resulten alterades durant el mateix. Es tracta d'un generador primari. Aquesta energia resulta accessible mitjançant dues terminals que té la pila, anomenats pols, elèctrodes o borns. Un d'ells és el pol negatiu o càtode i l'altre és el pol positiu o ànode. En espanyol és habitual cridar-la així, mentre que les piles recarregables o acumuladors, s'ha vingut cridant bateria.
La primera pila elèctrica va ser donada a conèixer al món per Volta en 1800, mitjançant una carta que va enviar al president de la Royal Society londinenca, per tant són elements provinents dels primers temps de l'electricitat. Encara que l'aparença d'una pila sigui simple, l'explicació del seu funcionament dista de ser-ho i va motivar una gran activitat científica als segles XIX i XX, així com diverses teories, i la demanda creixent que té aquest producte al mercat segueix fent d'ell objecte d'investigació intensa.
El funcionament d'una pila es basa en el potencial de contacte entre dues substàncies, intervingut per un electròlit. Quan es necessita un corrent major que la que pot subministrar un element únic, sent la seva tensió en canvi l'adequada, es poden afegir altres elements en la connexió anomenada en paral·lel. La capacitat total d'una pila es mesura en amperes-hora (A*h); és el nombre màxim d'amperes que l'element pot subministrar en una hora. És un valor que no sol conèixer-se, ja que no és molt clar atès que depèn de la intensitat sol·licitada i la temperatura.
Un important avanç en la qualitat de les piles ha estat la denominada pila seca, al qual pertanyen pràcticament totes les utilitzades avui dia. Les piles elèctriques, bateries i acumuladors es presenten en unes quantes formes normalitzades en funció de la seva forma, tensió i capacitat que tinguin.
Els metalls i productes químics constituents de les piles poden resultar perjudicials per al medi ambient, produint contaminació química. És molt important no tirar-les a les escombraries (en alguns països no està permès), sinó portar-les a centres de reciclat. En alguns països, la majoria dels proveïdors i tendes especialitzades també es fan càrrec de les piles gastades. Una vegada que l'embolcall metàl·lic que recobreix les piles es danya, les substàncies químiques que contenen es veuen alliberades al medi ambient causant contaminació. Amb major o menor grau, les substàncies són absorbides per la terra podent-se filtrar cap als mantells aqüífers i d'aquests poden passar directament als éssers vius, entrant amb això en la cadena alimentosa. Les piles són residus perillosos pel que des del moment en què es comencen a reunir, han de ser manejades per personal capacitat que segueixi les precaucions adequades emprant tots els procediments tècnics i legals per al maneig d'aquest residus.
Aquestes piles solen utilitzar-se en els aparells elèctrics portàtils, que són una gran quantitat de dispositius que s'han inventat i que es nodreixen per al seu funcionament de l'energia facilitada per una o diverses piles elèctriques o de bateries recarregables. Entre els dispositius d'ús massiu destaquen joguines, llanternes, rellotges, telèfons mòbils, marcapassos, audiòfons, calculadores, ordinadors personals portàtils, reproductors de música, radio transistors, comandament a distància, etc.

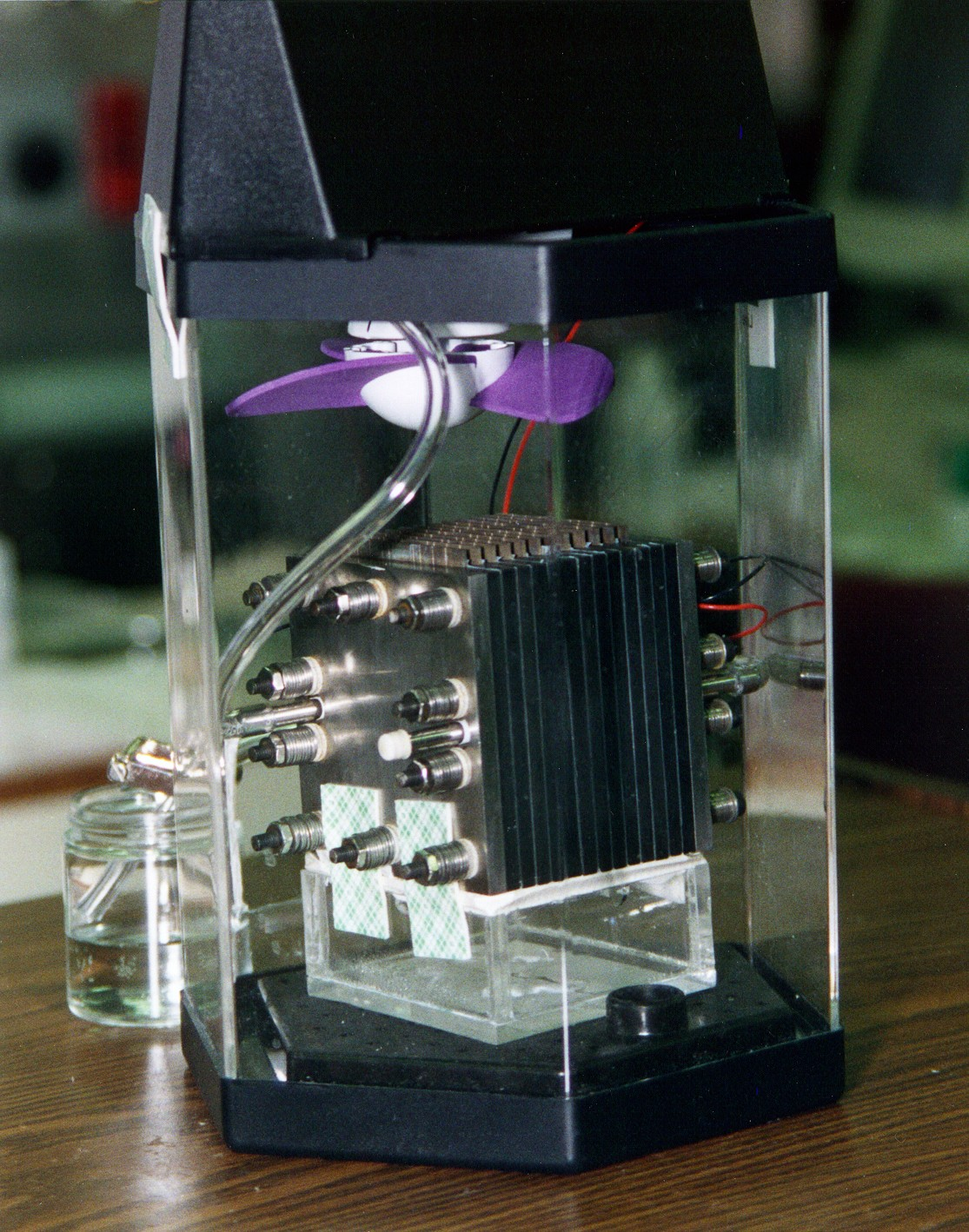
Pila d'hidrogen. La cel·la en si és l'estructura cúbica del centre de la imatge.

### Piles de combustible
Una cel·la, cèl·lula o pila de combustible és un dispositiu electroquímic de generació d'electricitat similar a una bateria, que es diferencia d'aquesta a estar dissenyada per permetre l'abastiment continu dels reactius consumits. Això permet produir electricitat a partir d'una font externa de combustible i d'oxigen, en contraposició a la capacitat limitada d'emmagatzematge d'energia d'una bateria. A més, la composició química dels elèctrodes d'una bateria canvia segons l'estat de càrrega, mentre que en una cel·la de combustible els elèctrodes funcionen per l'acció de catalitzadors, per la qual cosa són molt més estables.
En les cel·les d'hidrogen els reactius usats són hidrogen en l'ànode i oxigen en el càtode. Es pot obtenir un subministrament continu d'hidrogen a partir de l'electròlisi de l'aigua, la qual cosa requereix una font primària de generació d'electricitat, o a partir de reaccions catalítiques que desprenen hidrogen d'hidrocarburs. L'hidrogen pot emmagatzemar-se, la qual cosa permetria l'ús de fonts discontínues d'energia com la solar i l'eòlica. L'hidrogen gasós (H₂) és altament inflamable i explosiu, per la qual cosa s'estan desenvolupant mètodes d'emmagatzematge en matrius poroses de diversos materials.

### Generador termoelèctric de radioisòtops
Un generador termoelèctric de radioisòtops és un generador elèctric simple que obté la seva energia alliberada per la desintegració radioactiva de determinats elements. En aquest dispositiu, la calor alliberada per la desintegració d'un material radioactiu es converteix en electricitat directament gràcies a l'ús d'una sèrie de termoparells, que converteixen la calor en electricitat gràcies a l'efecte Seebeck en l'anomenat Unitat de calor de radioisòtops (o RHU en anglès).
Els RTG es poden considerar un tipus de bateria i s'han usat en satèl·lits, sondes espacials no tripulades i instal·lacions remotes que no disposen d'un altre tipus de font elèctrica o de calor.
Els RTG són els dispositius més adequats en situacions on no hi ha presència humana i es necessiten potències de diversos centenars de watts durant llargs períodes, situacions en les quals els generadors convencionals com les piles de combustible o les bateries no són viables econòmicament i on no poden usar-se cèl·lules fotovoltaiques.